# Месье Ибрагим и цветы Корана
«Месье Ибрагим и цветы Корана» (фр. Monsieur Ibrahim et les fleurs du Coran) — кинофильм режиссёра Франсуа Дюпейрона, вышедший на экраны в 2003 году. Экранизация одноименного романа Эрика-Эммануэля Шмитта.

## Сюжет
Еврейский мальчик Моисей, которого все зовут просто Момо, живёт вдвоем с отцом, однако отношения у них не ладятся. Вскоре Момо начинает сближаться с пожилым мусульманином Ибрагимом, владельцем небольшого магазинчика, постоянным клиентом которого является Момо. Ибрагим даёт мальчику различные наставления и постепенно начинает знакомить его с мудростью Корана.

## В ролях
- Омар Шариф — месье Ибрагим Денежи
- Пьер Буланже — Моисей «Момо» Шмитт
- Жильбер Мелки — отец Момо
- Изабель Рено — мать Момо
- Лола Наймарк — Мириам
- Анна Суарес — Сильви
- Мата Габен — Фату
- Селин Сами — Ева
- Изабель Аджани — кинозвезда

## Награды и номинации
- 2003 — приз лучшему актеру по мнению зрителей (Омар Шариф) на Венецианском кинофестивале.
- 2003 — приз «Серебряный Хьюго» за лучшую мужскую роль (Пьер Буланже) на Чикагском кинофестивале.
- 2003 — номинация на премию Национального совета кинокритиков США за лучший зарубежный фильм.
- 2004 — премия «Сезар» за лучшую мужскую роль (Омар Шариф).
- 2004 — номинация на премию «Золотой глобус» за лучший фильм на иностранном языке.
- 2005 — номинация на премию «Гойя» за лучший европейский фильм (Франсуа Дюпейрон).